# Thelcticopis pennata
Thelcticopis pennata är en spindelart som först beskrevs av Simon 1901.  Thelcticopis pennata ingår i släktet Thelcticopis och familjen jättekrabbspindlar. Inga underarter finns listade i Catalogue of Life.